# Colombia i olympiska sommarspelen 1980
Colombia deltog med 23 deltagare vid de olympiska sommarspelen 1980 i Moskva. Ingen av landets deltagare erövrade någon medalj.

## Fotboll
Herrar
Gruppspel
|                 | Spelade | Vinster | Oavgjorda | Förluster | Gjorda mål | Insläppta mål | Poäng |
| --------------- | ------- | ------- | --------- | --------- | ---------- | ------------- | ----- |
| Tjeckoslovakien | 3       | 1       | 2         | 0         | 4          | 1             | 4     |
| Kuwait          | 3       | 1       | 2         | 0         | 4          | 2             | 4     |
| Colombia        | 3       | 1       | 1         | 1         | 2          | 4             | 3     |
| Nigeria         | 3       | 0       | 1         | 2         | 2          | 5             | 1     |

## Friidrott
Herrarnas 10 000 meter
- Domingo Tibaduiza
  - Heat — fullföljde inte (→ gick inte vidare)

Herrarnas maraton
- Domingo Tibaduiza
  - Final — 2:17:06 (→ 17:e plats)

- Luis Barbosa
  - Final — 2:22:58 (→ 34:e plats)

Herrarnas 20 km gång
- Enrique Peña
  - Final — 1:38:00,0 (→ 17:e plats)

- Ernesto Alfaro
  - Final — 1:42:19,7 (→ 19:e plats)

Herrarnas 50 km gång
- Enrique Peña
  - Final — 4:29:27 (→ 14:e plats)

- Ernesto Alfaro
  - Final — 4:46:28 (→ 15:e plats)